# Notylia guatemalensis
Notylia guatemalensis là một loài thực vật có hoa trong họ Lan. Loài này được S.Watson mô tả khoa học đầu tiên năm 1887.